# Conjunto rectificable
Un conjunto rectificable es un conjunto que intuitivamente puede ser aproximado en el entorno de cada punto por un espacio euclídeo.
Muchos objetos matemáticos definidos mediante aplicaciones diferenciables son rectificables (también llamados suaves). Mientras que los objetos fractales de aspecto irregular no suelen ser rectificables.

## Definición
Un conjunto de {\displaystyle \mathbb {R} ^{n}} es rectificable si en casi en todas partes de su frontera topológica admite un espacio tangente. 
Un subconjunto de {\displaystyle \mathbb {R} ^{n}} es rectificable si dicho conjunto puede ser recubierto casi en todas partes por una colección numerable de piezas de Lipschitz {\displaystyle E_{1},E_{2},\dots } tales que:

{\displaystyle {\mathcal {H}}^{s}(E\setminus \cup _{i=1}^{n}E_{i})=0}

donde:
{\displaystyle {\mathcal {H}}^{s}(\cdot )} es la medida de Hausdorff.

## Ejemplos
- Una circunferencia es un ejemplo de curva continua, cerrada y diferenciable que además es rectificable.
- La frontera de un polígono cerrado es un ejemplo de curva continua, cerrada aunque no diferenciable en los vértices que aun así es rectificable, y por tanto dado un polígono de n lados su perímetro tiene una longitud finita.
- La curva de Koch es una curva no rectificable, su longitud no es finita, sin embargo encierra un área finita.

- Datos: Q3038340